# Agnoshydrus barong
Agnoshydrus barong är en skalbaggsart som först beskrevs av Hendrich, Balke och Wewalka 1995.  Agnoshydrus barong ingår i släktet Agnoshydrus och familjen dykare. Inga underarter finns listade i Catalogue of Life.